# 纽埃议会
纽埃议会（英語：Niue Assembly；纽埃语：Niue Fono Ekepule）是新西兰自由联系国纽埃的立法机关。纽埃议会实行一院制，由20名议员组成，其中14名由14个村选区推选，其余6名由普选产生。每届议会任期3年。议长由议员从议会外选出，没有投票权。议会选举采取“简单多数票当选”制度。选民必须有新西兰国籍，在纽埃至少居住3个月，候选人至少在国内居住12个月。